# Lo que la tortuga le dijo a Aquiles
Lo que la tortuga dijo a Aquiles (título original en inglés : What the Tortoise Said to Achilles) es un diálogo escrito por Lewis Carroll en 1895 para la revista filosófica Mind. Relata una breve conversación que analiza las bases de la lógica. El título alude a una de las paradojas de Zenón sobre el movimiento, en la que Aquiles nunca podría superar a la tortuga en una carrera. En el diálogo de Carroll, la tortuga reta a Aquiles a utilizar la fuerza de la lógica para hacerle aceptar la conclusión de un argumento deductivo simple. Al final, Aquiles no consigue su propósito, porque la tortuga lo lleva a una regresión infinita. 

## Resumen del diálogo
La discusión comienza por considerar la argumentación lógica siguiente: 
- A: "Dos cosas que son iguales a una tercera son iguales entre sí" (relación de Euclides, una forma débil de la propiedad transitiva)
- B: "Dos lados de este triángulo son iguales al tercer lado"

y por lo tanto:
- Z: "Los dos lados de este triángulo son iguales entre sí"

Entonces, la tortuga le pregunta a Aquiles si la conclusión se deduce lógicamente de las premisas, y Aquiles concede que, obviamente, lo hace. La tortuga le pregunta si puede haber un lector de Euclides que admita que el argumento es lógicamente válido como una secuencia, al tiempo que niega que las premisas A y B sean ciertas. Aquiles acepta que este lector pueda existir, y que sostenga que si A y B son ciertas, entonces Z debe ser cierta, pero no es necesario aceptar que las premisas A y B son ciertas. 
Entonces, la tortuga de Aquiles se pregunta si puede existir un segundo tipo de lector, uno que acepte que las premisas A y B son ciertas, pero que no acepta el principio de que si A y B son ciertas, entonces Z debe ser cierta. Aquiles otorga a la tortuga que este segundo tipo de lector también puede existir. A continuación la tortuga pide a Aquiles que la trate como un lector de este segundo tipo, y que le obligue a aceptar lógicamente que la premisa Z, debe ser cierta. (La tortuga es un lector que rechaza el argumento en sí, la conclusión o validez del silogismo). 
Después de escribir A, B y Z en su cuaderno, Aquiles pide a la tortuga que acepte la hipótesis: 
- C: "Si A y B son ciertas, entonces Z debe ser cierta"

La tortuga se compromete a aceptar C, si Aquiles le escribe lo que tiene que aceptar en su cuaderno de notas, por lo que el nuevo argumento queda como: 
- A: "Dos cosas que son iguales a una tercera son iguales entre sí"
- B: "Dos lados de este triángulo son iguales al tercer lado"
- C: "Si A y B son ciertas, entonces Z debe ser cierta"

y por lo tanto:
- Z: "Los dos lados de este triángulo son iguales entre sí"

Ahora la tortuga acepta la premisa C, pero sigue negándose a aceptar el argumento extendido. Cuando Aquiles le exige que "Si usted acepta A y B y C, entonces usted debe aceptar Z", la tortuga señala que esta es otra proposición hipotética, y sugiere que incluso si acepta C aún puede negar la conclusión Z, si no se prueba previamente la veracidad de la siguiente hipótesis: 
- D: "Si A y B y C son ciertas, entonces Z debe ser cierta"

La tortuga accede a aceptar cada premisa hipotética a la vez que Aquiles las escribe, pero niega que la conclusión se siga de las premisas, ya que cada vez niega la hipótesis de que si todas las premisas escritas hasta ahora son ciertas, Z debe ser verdad: 
"¡Y por fin hemos llegado al final de esta pista de carreras ideal, ahora que usted acepta A y B y C y D, y por supuesto, usted acepta Z".
"¿Lo acepto?", pregunta la Tortuga inocentemente. "Que quede claro. Acepto A y B y C y D. ¡Pero supongamos que todavía me niego a aceptar Z!"
"¡Entonces la cogería por el cuello, y la forzaría a que aceptase Z!" respondió Aquiles triunfalmente. "La lógica se lo diría: ahora que usted ha aceptado A y B y C y D, ¡debe aceptar Z! Así que no tiene elección, ya ve."

"Vale la pena escribir lo que la lógica me tenga que decir" dijo la Tortuga. "Por lo tanto, por favor, escriba en su libreta lo que llamaremos hipótesis E" 
(E) Si A y B y C y D son ciertas, entonces Z debe ser cierta.
Hasta que no me haya asegurado de la hipótesis E, no puedo admitir la Z. Así que es un paso necesario, ¿lo ve?"

"Claro", dijo Aquiles con un toque de tristeza en su tono de voz.
Por lo tanto, la lista de premisas continuó creciendo sin fin, dejando el argumento de siempre en la forma: 
- (1): "Dos cosas que son iguales a una tercera son iguales entre sí"
- (2): "Dos lados de este triángulo son iguales al tercer lado"
- (3): (1) y (2) ⇒ (Z)
- (4): (1) y (2) y (3) ⇒ (Z)
- (N): (1) y (2) y (3) y (4) y ... y (n - 1) ⇒ (Z)

y por lo tanto:
- (Z): "Los dos lados de este triángulo son iguales entre sí"

A cada paso, la Tortuga sostiene que aunque acepta todas las premisas que han sido escritas, hay alguna premisa más que se tendrá que verificar previamente para admitir que (Z) es cierta.

## Explicación
Lewis Carroll mostró que hay un problema en la regresión que surge de la deducción modus ponens. 
(1) P ⇒ Q
(2) P
---------------
Por lo tanto, Q.
El problema de la regresión surge porque, a fin de explicar el principio lógico, se propondrá un principio anterior. Y, una vez que se cuenta con este principio, entonces se debe introducir otro principio para explicar este principio. Por lo tanto, a medida que la cadena causal continúa, se va a parar a una regresión infinita. Sin embargo, esto se evita si se introduce un sistema formal, donde el modus ponens es simplemente un axioma, y luego se verifica con el simple argumento de: "porque es así". Por ejemplo, en un juego de ajedrez hay reglas particulares, y las reglas se aplican sin que quede ninguna duda. Los jugadores de la partida de ajedrez tan solo tienen que seguir las reglas. Del mismo modo, si se está participando en un sistema formal lógico, entonces solo hay que seguir las reglas sin cuestionarlas. Por lo tanto, la introducción del sistema formal de la lógica resuelve una regresión infinita, es decir, se da por hecho que la regresión se detiene ante los axiomas o reglas del juego en cuestión, o sistema lógico.
Sin embargo, hay problemas con este procedimiento, debido a que, dentro del sistema ninguna proposición o variable contiene ningún contenido semántico. Por lo tanto, en el momento que se agrega a cualquier proposición o variable algún contenido semántico, el problema surge de nuevo, porque las proposiciones y las variables con el contenido semántico se ejecutan fuera del sistema. Así, si se dice que la solución funciona, entonces se está diciendo que funciona únicamente dentro del sistema formal dado, y no de otra manera. Para tal formalización y no otra.

## Discusión
Varios filósofos han tratado de resolver la paradoja de Carroll. Bertrand Russell trató la paradoja brevemente en The principles of mathematics, distinguiendo entre la implicación (asociada con la forma "si p, entonces q"), que definió como una relación entre proposiciones indecidibles, y la inferencia (asociada con la forma "p, por lo que q"), que ligó a la existencia de una relación entre las  proposiciones afirmadas; al haber hecho esta distinción, Russell podía observar que la tortuga  establecía una diferencia entre "inferir Z de A y B mediante una relación de equivalencia" por un lado, y  entre la hipótesis "Si A y B son ciertas, entonces Z es cierta" por otro. 
El filósofo Peter Winch, seguidor de Ludwig Wittgenstein discute la paradoja en The Idea of a Social Science and its Relation to Philosophy (1958), donde argumentó que la paradoja muestra que "el actual proceso de elaboración de una inferencia, que es después de todo, el corazón de la lógica, es algo que no se puede representar como una fórmula lógica. . . Aprender a inferir no es solo una cuestión de  llegar a conocer las relaciones explícitas entre las proposiciones lógicas, sino que se está aprendiendo a hacer algo"(p.57). Winch llega a sugerir que la moral del diálogo es un caso particular de una lección general, en el sentido de que la correcta aplicación de las normas que rigen una forma de actividad humana no puede ser resumida en una serie de otras normas, y porque "una forma de actividad humana nunca se puede resumir en un conjunto de preceptos explícitos" (p. 53). 

## Dónde encontrar el diálogo
- En Wikisource: What the Tortoise Said to Achilles (en inglés)
- Carroll, Lewis. "Lo que dijo la tortuga a Aquiles". Mind, ns, 4 (1895), pp 278-80.
- Hofstadter, Douglas. Gödel, Escher, Bach: un Eterno y Grácil Bucle. Véase el segundo diálogo, titulado "Invención en dos partes". Hofstadter se apropió de los personajes de Aquiles y la tortuga para otros, los diálogos originales, en el libro que se alternan en contrapunto con los capítulos en prosa.
- En internet, por ejemplo en los siguientes sitios web: 
  - "Lo que dijo la tortuga dijo de Aquiles" en ditext.com
  - "Lo que dijo la tortuga dijo de Aquiles" en fair-use.org